# Матоушек, Ян
Ян Матоушек (чеш. Jan Matoušek; 19 апреля 1915 — неизвестно) — чехословацкий гребец, выступавший за сборную Чехословакии по академической гребле в 1930-х годах. Один из гребцов чехословацкой четвёрки на летних Олимпийских играх в Берлине.

## Биография
Ян Матоушек родился 19 апреля 1915 года.
Наиболее значимое выступление в своей спортивной карьере совершил в сезоне 1936 года, когда вошёл в состав чехословацкой национальной сборной и благодаря череде удачных выступлений удостоился права защищать честь страны на летних Олимпийских играх в Берлине. В составе экипажа-четвёрки, куда также вошли гребцы Альфред Лербретир, Франтишек Малонь, Ярослав Мысливечек и рулевой Йозеф Ябор, занял пятое место на предварительном квалификационном этапе и финишировал третьим на стадии полуфиналов — с таким результатом выйти в решающий финальный заезд не смог.
После берлинской Олимпиады Матоушек больше не показывал сколько-нибудь значимых результатов в академической гребле на международной арене. Дата и место смерти неизвестны.